# Глубоковский сельский совет (Харьковская область)
Глубоковский сельский совет — входит в состав Харьковского района Харьковской области Украины.
Административный центр сельского совета находится в селе Глубокое.

## История
- 1930 — дата образования.

## Населённые пункты совета
- село Глубокое
- село Красное
- село Мороховец
- село Стрелечья